# 家族曲線
『家族曲線』（かぞくきょくせん）は、1998年9月28日から11月27日に、TBS系列の「ドラマ30」枠で放送された昼のテレビドラマ。中部日本放送（CBC）制作。放送時間は月曜から金曜の13:30-14:00（JST）。全9週、45回。

## あらすじ
主婦の百合江は、東京・府中で家族4人で暮らしている。スポーツプログラマーとして働き始め生き甲斐を感じている自分、勤務先の子会社の社長である夫の修司、出版社に勤務する長女と受験生の長男、それぞれに忙しい家族は少しずつ擦れ違い始めていた。ある日、会社泊まりが続きひどく疲れている修司を心配した百合江は、病院に行くように勧める。検査の結果、修司は重度の糖尿病と判明する。

## キャスト
- 森下百合江：丘みつ子
- 森下香織：増田未亜
- 森下正人：大根田良樹
- 典子：白島靖代
- 三田村周三
- 千葉：新納敏正
- 向喜久雄：塩野谷正幸
- 矢尾一樹(声優)
- 小林美江
- 朝倉伸二
- 町田幸夫
- 石倉民雄
- 東：柏進
- 森下修司：黒沢年男
- 戸沢佑介[1]
- 須永慶[1]
- 根本ヒロナリ[1]

## スタッフ
- 脚本：水谷龍二
- 音楽：坂田晃一
- 演出：清水満、九鬼通夫、油谷誠至[1]
- プロデューサー：冨永晃一、澁谷康生
- 制作：CBC、総合ビジョン

## 主題歌
- 「プリーズ…」作詞:岡田冨美子 /作曲:浜圭介 / 編曲:岩本正樹 / 歌:桂銀淑

## 前後番組
| MBS・CBC 平日13時台後半（ドラマ30枠） | MBS・CBC 平日13時台後半（ドラマ30枠） | MBS・CBC 平日13時台後半（ドラマ30枠）      |
| 前番組                                | 番組名                                | 次番組                                     |
| ------------------------------------- | ------------------------------------- | ------------------------------------------ |
| 表層家族 （1998年8月31日 - 9月25日）  | 家族曲線 （1998年9月28日 - 11月27日） | 命賭けて （1998年1月30日 - 1999年1月29日） |